# Xianghua (socken i Kina, Hunan)
Xianghua (kinesiska: 香花, 香花乡) är en socken i Kina. Den ligger i provinsen Hunan, i den södra delen av landet, omkring 240 kilometer söder om provinshuvudstaden Changsha. Antalet invånare är 16996. Befolkningen består av 8 352 kvinnor och 8 644 män. Barn under 15 år utgör 16,0 %, vuxna 15-64 år 74 %, och äldre över 65 år 9,0 %.
Genomsnittlig årsnederbörd är 1 809 millimeter. Den regnigaste månaden är maj, med i genomsnitt 261 mm nederbörd, och den torraste är oktober, med 31 mm nederbörd.